# Emma (film din 2009)
Emma este un film britanic un serial produs în anul 2009 în regia lui Jim O'Hanlon, scenariul lui Sandy Welch. El este transpunerea pe ecran a romanului cu același nume scris de Jane Austen.

## Acțiune
Acțiunea are loc pe la începutul secolului XIX în orășelul fictiv de provincie Highbury, din Anglia. Emma Woodhouse, o persoană de vază, care după căsătorie duce o viață monotonă. Guvernanta ei Anne Taylor, este o ființă perfidă, singura ei bucurie sunt vizitele doamnei Knightley. Emma nu ia în serios sfaturile sincere a doamnei Knightley, subapreciând neînțelegerile și încurcăturile produse de acțiunile întreprinse de ea, va trebui să suporte consecințele.

## Distribuție

### Actori în roluri principale
| Actor            | Rol                       | Dublaj în germană  | Episoade |
| ---------------- | ------------------------- | ------------------ | -------- |
| Romola Garai     | Emma Woodhouse            | Mia Diekow         | 1-4      |
| Jonny Lee Miller | Mr. George Knightley      | Philipp Scheppmann | 1-4      |
| Michael Gambon   | Mr. Woodhouse             | Klaus Dittmann     | 1-4      |
| Jodhi May        | Anne Weston (geb. Taylor) | Kordula Leisse     | 1-4      |
| Robert Bathurst  | Mr. Weston                | Hans Bayer         | 1-4      |
| Blake Ritson     | Mr. Elton                 | Simon Roden        | 1-4      |
| Tamsin Greig     | Miss Bates                | Marion Mainka      | 1-4      |
| Rupert Evans     | Mr. Frank Churchill       | Johannes Raspe     | 2-4      |
| Laura Pyper      | Miss Jane Fairfax         | Milena Karas       | 2-4      |
| Christina Cole   | Mrs. Augusta Elton        | Vanessa Wunsch     | 3-4      |

### Actori în roluri secundare
| Actor            | Rol                                 | Dublaj în germană    | Episoade |
| ---------------- | ----------------------------------- | -------------------- | -------- |
| Jefferson Hall   | Mr. Robert Martin                   | Oliver Bedorf        | 1/4      |
| Dan Fredenburgh  | John Knightley                      | Andreas Meese        | 1-4      |
| Poppy Miller     | Isabella Knightley (geb. Woodhouse) | Susanne Dobrusskin   | 1-4      |
| Jamie Glover     | Henry Knightley                     | Ricardo Rausch       | 1-3      |
| Joshua Jones     | James Knightley                     | Lucas Kämmer         | 1-3      |
| Valerie Lilley   | Mrs. Bates                          | Therese Dürrenberger | 1-4      |
| Veronica Roberts | Mrs. Goddard                        | Renate Fuhrmann      | 1-3      |
| Liza Sadovy      | Mrs. Cole                           | Kerstin Fischer      | 2-3      |